# Batjuška
Batjúška v slovenščini nima pravega pomena. Sama ruska beseda ба́тюшка pomeni oče, očka, oziroma duhovni oče, duhovnik. Batjuška pomeni formalni nagovor duhovnika, ki ustreza slovenskemu prečastiti. V tem smislu se beseda v ruščini rabi kot izraz spoštovanja in vljudnosti, ne pa zaupnosti. 
Pri pogovoru z manj znanim človekom ni lepo govoriti: »ваша мать, ваш оте́ц« (»vaša mati, vaš oče«), temveč vedno: »ва́ша ма́тушка, ваш ба́тюшка« (»vaša matuška, vaš batjuška«).
Batjuška je bil tudi ljudski vzdevek ruskega carja.